# 广州都城隍庙
23°7′45″N 113°15′56″E / 23.12917°N 113.26556°E
广州都城隍庙，是廣東省廣州市的一座祭祀城隍的庙宇，現門牌為越秀区中山四路忠佑大街48号，始建于明朝洪武三年（1370年），是明朝时期岭南最大的城隍庙。

## 历史
庙宇現址为清康熙年间遷建。根据清朝香山（今中山市）人黄芝的《粤小记》记载，清雍正年间（1723—1735年），整俗使焦祈年奏请朝廷，将广州府城隍升格为管辖全省的都城隍。升格后与同期北京都城隍平级，时上海城隍庙还是县级。
1920年市政當局拓闊惠愛路(今中山四路)，城隍廟大部分建築被清拆，拆剩大殿和拜亭，建成约长280米的大街，廟前的一對大石獅子，就被埋在路下面。
1931年九一八事變後，廣州市政府會同市社會局、市財政局、市公安局、省建設廳和廣州市商會等，組織廣州市提倡國貨運動委員會，有意將城隍廟改造成國貨展覽館。時社會局長簡又文，還邀請由上海回粤的文藝界人士陸丹林，協助主理有關工程動遷事宜，主要針對廟內外商舖攤位，十之七八屬於占卦拆字等江湖生意，有不少是若祖若父，一脈相傳紮根近一百幾十年。清拆的政府補償就每戶只有40到80元。同年秋的清拆限期日，市公安局派出大批武裝警士，協同木匠工人，社會局亦派有陸丹林等一同到現場清拆。在清走商販相士等後，工程隊避忌觸動神靈，一直不敢拆城隍爺，於是陸丹林帶頭揮斧斬城隍個手，工程隊才就跟著叫完“大吉利是”狠手拆神像等工程。到1932年9月，完成改造為國貨展覽館，在11月舉行開幕禮，場內除國貨陳列還有提供銷售。
1949年後，城隍廟一度被用作被服廠，生產軍用被服物資。1956年城隍廟成為廣州市材料試驗機廠。1990年城隍廟改被搭建成兩層的卡拉OK廳。
1993年8月被公布为广州市文物保护单位。广州试验仪器厂曾经租用该庙宇作为车间使用至2001年，后将使用权交还给越秀区房管局。在仪器厂占用期间，所有庙内的艺术均被破坏。
2009年8月，广州市文化局批复同意广州市国土资源和房屋管理局越秀区分局的《关于广州城隍庙大殿、拜亭修缮申请报告》。当时的规划是，广州城隍庙将与南越国宫署遗址进行连片规划和保护，以“修旧如旧”的原则，重现城隍庙的历史风貌。越秀区政府、广州道教协会各出资了1000万元人民币。
2010年10月底，修复工程完工，本次修复采用了岭南建筑工艺的主要经典手法。10月30日，城隍庙重新开光，对外免费开放。现时市民入内烧香祈福只能使用庙宇提供的环保香，每人限领三支，价格由功德钱形式给出，不限制金额。
为配合推进广州市“海丝”申遗工作，2020年7月13日开始南越国—南汉国宫署遗址环境整治工程，都城隍庙前广场的牌坊整体向北平移24米，预计10月22日完工。

## 建築佈置
广州城隍庙建筑群坐北面南，在其中轴线上原有外门、中门、拜亭和大殿等建筑物，左右两侧建廊庑、斋宿、厅房、羽士房和省牲所等。 舊日建築規模宏大，南面到惠愛路，東面到倉邊路，而廟分前後座，前殿所供城隍塑像，為白臉長須，手捧朝笏，肅穆莊嚴；兩旁有侍立判官、神將、夜叉鬼卒等。神案擺設銅錫香案，兩旁懸掛銅制絲繡幢幡，正中高懸“正大光明”的紅底金字匾額。重修后的城隍庙占地500多平方米，有牌坊、前殿（山门）、拜亭和大殿等建筑。庙内重新塑造、供奉的是五代时期南汉国王刘龑，左右两尊新像分别是海瑞和杨椒山。
- 牌坊（平移前）
- 牌坊（平移后）
- 前殿（山门）
- 拜亭和大殿
- 拜亭和大殿
- 大殿的桁樑

## 传说
根据宋代《太平广记》中所记载的一则传奇，唐人崔炜无意闯入南越王的墓穴，得到羊城使者的帮助，得以返回人间。当时崔炜曾答应羊城使者更换其衣服屋宇，以作酬谢。后来崔炜经过城隍庙，才知道羊城使者就是广州城隍，于是粉饰了神像，扩建了庙宇。

## 活動
清代梁绍壬曾言：“今七月廿四为都城隍诞辰，传是日为我国筑城之始”，舊曆每年五月十一和七月二十四城隍誕，市民都會前往參神祈福者甚眾，香火旺盛。广州都城隍庙圣诞之日，會举行城隍朝科法会和城隍出巡等活动，上演神功戏，然之後是打地气与拜头炷香。所谓打地气，就是在城隍诞前一天晚上躺在城隍庙的地面上，民間相信這樣可与城隍爷更接近，可庇佑健康。明清以來，官府衙門循例會在城隍廟舉行官方祭祀。而2011年開始當局配合旅遊宣傳，改成主辦元宵慶典而非城隍誕會，以吸引外地遊客增加人氣。每年五月十一和七月二十四的城隍誕，市民前往參神祈福者甚眾，香火很旺 盛。